# Like Father, Like Clown
Like Father, Like Clown, llamado De tal palo, tal payaso en España y De tal padre, tal payaso en Hispanoamérica, es un capítulo perteneciente a la tercera temporada de la serie animada Los Simpson, emitido originalmente el 24 de octubre de 1991. El episodio fue escrito por los guionistas Jay Kogen y Wallace Wolodarsky, y dirigido por Jeffrey Lynch y Brad Bird. Jackie Mason fue la estrella invitada, interpretando al Rabino Krustofski. En este episodio Bart y Lisa tratan de reconciliar a Krusty con su padre, el Rabino Krustofski

## Sinopsis
Aunque Krusty acepta tener una cena con la familia Simpson como parte de su agradecimiento por la ayuda que Bart dio al ayudar a exonerarlo en el episodio "Krusty Gets Busted", Krusty lo cancela de todos modos, para desilusión de Bart. Un indignado Bart escribe una carta a Krusty diciendo que ya no es su fanático. La secretaria de Krusty se conmueve con la carta de tal manera que enfurecidamente amenaza con renunciar si Krusty no cumple su promesa a Bart, finalmente persuadiéndolo. Tras enterarse de que Krusty viene a la familia Simpson para la cena, Milhouse aparece, algo que Bart de mala gana acepta. Cuando la familia le pide que dé las gracias, Krusty recita una bendición en hebreo. Tras reconocer que Krusty es judío, Lisa habla de su herencia, haciendo que Krusty empiece a llorar. Después de que la familia le convence para que cuente qué lo deprime, Krusty les cuenta su verdadero nombre: Herschel Krustofsky, y describe su infancia en la judería de Springfield.
Su padre, Hyman Krustofsky, era un rabino ultraortodoxo, tradicionalista y terco, y se oponía totalmente al deseo del joven Herschel a ser un comediante; él quería que su hijo fuera a estudiar en un yeshiva y seguir sus pasos. Krusty estudió en la escuela, donde hacía reír a los otros estudiantes haciendo imitaciones divertidas de su padre. Como resultado, Krusty se volvió un comediante de humor físico a espaldas de su padre. Una noche, Krusty actuó en una convención de rabinos y un rabino ebrio le arrojó agua en la cara, removiendo su maquillaje de payaso. El rabino Krustofsky, quien estaba en el público, lo reconoció, y furiosamente repudió a su hijo, y tras 25 años no se han visto o hablado.
En las semanas posteriores a la confesión, Krusty piensa en su padre y se deprime, incluso quebrando en llanto en una transmisión en vivo luego de ver una caricatura de Itchy y Scratchy vinculada con la relación padre-hijo. Bart y Lisa deciden reunir a ambos, pero el rabino todavía se niega a aceptar la elección de carrera de Krusty, explicando que Krusty "le dio la espalda a sus tradiciones, a su fe, y a él". Ellos deciden intentar engañar al rabino, y Lisa investiga y encuentra enseñanzas judaicas que imploran el perdón, pero el rabino Krustofsky tiene respuestas para cada una de ellas por testarudez. En un último esfuerzo, Bart convence al rabino de reconocer su error con una frase de Sammy Davis, Jr., un comediante judío, al igual que Krusty, en la cual Davis hace un discurso sobre las luchas que los judíos han tenido que enfrentar. Dicha frase finalmente convence al rabino Krustofsky que los comediantes tienen un lugar en la herencia judía. Un profundamente deprimido Krusty hace una transmisión en vivo, cuando el rabino Krustofsky aparece. Los dos alegremente se abrazan y reconcilian en frente de la audiencia de niños, con el rabino Krustofsky aceptando un pastel de crema por parte de Bart y arrojándolo en la cara de su hijo.